# 음력 2월 25일
음력 2월 25일은 음력 2월의 25번째 날이다.

## 탄생
- 1976년
  - 대한민국의 배우 차태현.
  - 대한민국의 배우 백지영.
- 1981년 - 대한민국의 축구선수 박지성.

## 사망
- 493년 - 중국 남북조 시대 남제의 문혜태자(文惠太子) 소장무.
- 2024년 - 대한민국의 배우 송민형.

## 같이 보기
- 음력 360일: 1월 2월 3월 4월 5월 6월 7월 8월 9월 10월 11월 12월
- 전날:2월 24일 다음날:2월 26일 - 전달:1월 25일 다음달:3월 25일
- 양력:2월 25일
- 음력, 윤달